# Шампањ на Сени
Шампањ на Сени (фр. Champagne-sur-Seine) је насељено место у Француској у региону Париски регион, у департману Сена и Марна.
По подацима из 2011. године у општини је живело 6499 становника, а густина насељености је износила 892,72 становника/km².

## Демографија
| 1962. | 1968. | 1975. | 1982. | 1990. | 2011. |
| ----- | ----- | ----- | ----- | ----- | ----- |
| 4.837 | 5.298 | 5.543 | 5.406 | 6.092 | 6.499 |